# Klieken
Klieken este o comună din landul Saxonia-Anhalt, Germania.